# Хонатан Родрігес (футболіст, 1993)
Хонатан Хав'єр Родрігес Портілло (ісп. Jonathan Javier Rodríguez Portillo, нар. 6 липня 1993, Флорида) — уругвайський футболіст, що грає на позиції нападника за мексиканський «Крус Асуль».
Виступав, зокрема, за клуби «Пеньяроль» та «Сантос Лагуна», а також національну збірну Уругваю.

## Клубна кар'єра
Народився 6 липня 1993 року в місті Флорида. Вихованець юнацьких команд футбольних клубів «Атлетіко Флорида» та «Пеньяроль».
У дорослому футболі дебютував 2013 року виступами за команду клубу «Пеньяроль», в якій провів два сезони, взявши участь у 44 матчах чемпіонату.  Більшість часу, проведеного у складі «Пеньяроля», був основним гравцем атакувальної ланки команди. У складі «Пеньяроля» був одним з головних бомбардирів команди, маючи середню результативність на рівні 0,41 голу за гру першості.
Згодом з 2015 по 2016 рік грав у складі команд клубів «Бенфіка» та «Депортіво» в обох клубах виступав на правах оренди.
Своєю грою за останню команду привернув увагу представників тренерського штабу клубу «Сантос Лагуна», до складу якого приєднався 2016 року. Відіграв за команду з Торреона наступні два сезони своєї ігрової кар'єри. Граючи у складі «Сантос Лагуни» також здебільшого виходив на поле в основному складі команди. В новому клубі був серед найкращих голеодорів, відзначаючись забитим голом в середньому щонайменше у кожній третій грі чемпіонату.
Продовжив професійну ігрову кар'єру у клубі «Крус Асуль».

## Виступи за збірну
2014 року дебютував в офіційних матчах у складі національної збірної Уругваю. Протягом кар'єри у національній команді, яка тривала -2013 років, провів у її формі 14 матчів, забивши 2 голи.
У складі збірної був учасником розіграшу Кубка Америки 2015 року у Чилі.